# Jean Athanse Sicard
Jean Athanse Sicard (Marselha, 23 de junho de 1872 - Paris, 28 de janeiro de 1929) foi um médico neurologista francês.
Tornou-se conhecido por introduzir o contraste iodado Lipiodol na radiologia.